# توسانیه
توسانیه (به لاتین: Tucanje) یک منطقهٔ مسکونی در مونته‌نگرو است که در شهرداری پتنیکا واقع شده‌است. توسانیه ۲۸۹ نفر جمعیت دارد.